# Tengeri ingola
A tengeri ingola (Petromyzon marinus) az ingolák (Cephalaspidomorphi) osztályának az ingolaalakúak (Petromyzoniformes) rendjébe, ezen belül az ingolafélék (Petromyzontidae) családjába tartozó Petromyzon ingolanem egyetlen faja.

## Előfordulása
Európa tengerparti vizeiben él:
- az Atlanti-óceánban a Fehér-tengertől és Izlandtól Gibraltárig;
- a Földközi-tengerben mindenfelé, beleértve az Adriát is.

## Megjelenése, felépítése
A tengeri ingola teste angolnaszerű, páros úszók nélkül. Szája kerek, korong alakú, nyílása alsó állású. A felső állkapcsi lemez keskeny, 2 foggal, az alsón 7-8 fog van. Testének elülső részén mindkét oldalon 7 kopoltyúnyílás van. Homlokán egy páratlan orrnyílás található. Nyelve henger alakúan megvastagodott, és szarufogakkal van ellátva; gyűrű alakban rendeződnek. Két hátúszója van, ezek egymás közelében helyezkednek el. Az elülső nyelvlemez közepén nincs beszögellés. A szívótölcsérré fejlődött száj szélén rojtszerű nyúlványok, belső oldalán pedig erőteljes, fekete szarufogak találhatók. A tengeri ingola színezete kora és előfordulási helye szerint változó, többnyire világosszürke vagy világoszöld fekete márványozással. Hosszúsága 50-70 centiméter, néha 1 méter.
|  |

## Életmódja
A tengeri ingola élősködő—ragadozó hal. Szájával halak testére tapad, és azok húsát-vérét szívja, de mivel zsákmány-, illetve gazdaállatai gyakran sokkal nagyobbak nála, sokáig életben maradhatnak.

## Szaporodása
Vándorhal, amely édesvizekben ívik. Ehhez (márciustól június végéig) behatol (beúszik vagy beviteti magát pl. lazacokkal) a folyók alsó szakaszára. Az ívásra kis csoportok gyülekeznek össze kavicsos helyeken. 1 milliméteres ikráit (a nőstény nagyságától függően 34 000-240 000 darabot) sekély gödrökbe rakja. A lárva 1-2 hét alatt kel ki; 2-5 évig az iszapban vagy a homokban él, és ott az iszap szerves törmelékanyagai mellett apró állatokat eszik. A 15-20 cm hosszt elérve átalakul; ennek befejeztével a tengerbe vonul. 3-4 évesen ivarérett; az ívás után elpusztul.